# Ла Виханера
Ла Виханера (исп. La Vijanera) — зимний праздник в Кантабрии, который раньше проходил в долинах Игуньи, Торансо, Трасмьеры, Кампоо и Поласьонеса, но сегодня сохранился только в местечке Силио (Мольедо), благодаря Ассоциации друзей Ла Виханеры (Asociación de Amigos de la Vijanera), возобновившей традиции ежегодного маскарада в 1982 году, почти через 30 лет после его запрета во время диктатуры Франко. Является праздником, представляющим национальный туристический интерес Испании (Fiesta de interes turistico).

## Происхождение
Сегодня существует несколько версий, объясняющих происхождение и название праздника. По одной из них, традиция празднования Ла Виханеры связана с зимним солнцестоянием у кельтов. По другой, Ла Виханера может происходить от древнеримского торжества Kalendae Ianuarii в честь двуликого бога дверей, входов и выходов, Януса.

## Описание праздника
Ла Виханера проводится в первое воскресенье после Нового года. Жители Силио и окрестностей, участвующие в карнавале, одеваются в маскарадные костюмы различных фольклорных персонажей, образов которых насчитывается около 75, среди которых центральное место занимают саррамакосы (zarramacos), которые возглавляют карнавальную процессию. Участники, изображающие данного персонажа, одеты в овечьи шкуры и носят на голове длинные конусообразные колпаки. Их лица выкрашены в чёрный цвет, а на одежду прикреплено от 6 до 10 колокольчиков, звон которых прогоняет зло.
Первая часть праздника представляет собой маскарадную процессию, движущуюся к центральной площади Силио. Она состоит из таких эпизодов, как поимка медведя (Captura del Oso, главные персонажи: хозяин и медведь), защита границы (Defenca de la Raya; главные персонажи: соррамакосы и Чёрный танцовщик), маскарадное шествие к площади (Parados en el Recorrido; главные персонажи: все участники праздника).
Вторая часть происходит на площади Силио, и состоит из эпизодов: чтения стихотворений, специально приготовленных к карнавалу (Las Coplas); символическое рождение Нового года (Preñá); шуточное убийство медведя (La muerte del oso), олицетворяющее собой победу над злом. Этим обрядом кантабрийцы пытались защитить скот в наступившем году, прогнать злых духов и заручиться поддержкой умерших предков.